# Erika Müller-Hennig
Erika Müller-Hennig (* 11. Juni 1908 in Saratow, Wolga als Erika Reinecke; † 21. Januar 1985 in Berlin) war eine deutsche Schriftstellerin.

## Leben
Erika Müller-Hennig entstammte der Familie eines wolgadeutschen Arztes und Gutsbesitzers. Während der Oktoberrevolution wurde die Familie enteignet und begab sich auf die Flucht, zuerst nach Riga und anschließend nach Berlin. Erika Müller-Hennig lebte später in dem pommerschen Ort Schönwerder bei Gollnow auf dem Gut von Verwandten. 1932 heiratete sie den Arzt Theodor Müller-Hennig. Gegen Ende des Zweiten Weltkriegs floh das Ehepaar vor der vorrückenden Roten Armee nach Westen und ließ sich in Henstedt bei Bremen nieder, wo Theodor Müller-Hennig als Arzt praktizierte. 1959 ging Erika Müller-Hennig nach Berlin, wo sie an der Freien Universität ein Studium der Medizin aufnahm, das sie 1967 abschloss. Anschließend wirkte sie als Nervenärztin. 
Erika Müller-Hennig veröffentlichte während des Dritten Reiches eine Reihe von erzählenden Werken, die weitgehend auf Erfahrungen beruhten, welche die Autorin während ihrer Kindheit und auf der Flucht aus dem revolutionären Russland gemacht hatte. Besonders erfolgreich waren die im NS-Verlag "Junge Generation" erschienenen Bände "Wolgakinder" (Gesamtauflage bis 1943: 200.000 Exemplare) und "Wolgakinder im Baltenland" (Gesamtauflage bis 1944: 125.000 Exemplare). Wegen ihrer antikommunistischen Tendenz standen die Werke Erika Müller-Hennigs 1946 in der Sowjetzone auf der "Liste der auszusondernden Literatur".

## Werke
- Wolgakinder, Berlin 1934
- Abenteuer um Saratow, Berlin 1936
- Auf der Steppenseite, Hamburg 1936
- Wolgakinder im Baltenland, Berlin 1938
- Die Jungen vom deutschen Doktor, Berlin 1939
- Die große Heimkehr, Berlin 1941
- Inselkinder, Wilhelmshaven 1950
- Die sieben Zelte, Wilhelmshaven 1952